# Ephoria Kavala
Die Ephoria Kavala wurde 1969 als XVIII. griechische Ephorie (Εφορεία Προΐστορικών και Κλασικών Αρχαιοτήτων) des griechischen Antikendienstes mit dem Ziel eingerichtet, die archäologische Geschichte der prähistorischen und klassischen Altertümer innerhalb der Präfekturen Kavala und Drama zu erforschen.
Die Behörde stand bis 1990 unter der Leitung des Ephoros Dimitris Lazaridis, anschließend unter der Leitung von Chaido Koukouli-Chrysanthaki, seit 2002 wurde sie von Zisis Bonias geleitet, derzeitige Leiterin ist Maria Nikolaidou. Die Ephoria hat seit ihrer Gründung zahlreiche archäologische Untersuchungen durchgeführt:
- 1960–1970 Ausgrabung der fünf thasischen Siedlungen Apollonia, Oisyme, Antisara, Neapolis und Nea Karvali zwischen den Mündungen von Strymon und Nestos
- seit 1969 Erforschung der Vorgeschichte der Insel Thasos, der Bronze- und Eisenzeit.
- 1972 Ausgrabungen in Pistyros in der thasischen Peraia
- 1969–1978 Ausgrabungen der Akropolis Kastri, Thasos und ihren Nekropolen Tsiganadika, Vrysoudes, Kentria und der Siedlung und dem Gräberfeld von Larnaki. Die Ansiedlungen und Gräberfelder aus der prähistorischen Periode der Insel wurden als die damals wichtigsten Grabungsstätten Ostmakedoniens und Thrakiens bezeichnet.
- 1981 kleine Grabung zur thasischen Bergbaugeschichte im Erzstollen K 54-10 bei Koumaria, Thasos
- 1981 Oktober, Stollen und Abraumhalden auf dem Gipfel des Klisidi durch Forschungsgruppe des Max-Planck-Instituts für Kernphysik in Heidelberg, dem Max-Planck-Institut für Chemie in Mainz, dem Deutschen Bergbaumuseum in Bochum, dem IGME Xanthi, der Ephoria Kavala und der École française d’Athènes
- 1982–1984 Erforschung des Rotockerbergbaus in Tzines durch die Ephoria Kavala, das Griechische Institut für Geologische Studien, IGME, Xanthi, Deutsches Bergbaumuseum, Bochum, unter Gerd Weisgerber und Hans-Peter Uerpmann, Universität Tübingen; abgeschlossen 1994.
- 1986 September, Untersuchungen der Stützmauern an den Hängen über Kinyra, Programm Archäologische Karte Thasos durch Ephoria Kavala und Ecole Francaise d’Athenes:
- 1986 Entdeckung der neolithischen Ansiedlung in Limenaria
- 1992 Fortsetzung der Ausgrabungen in Kastri und den Nekropolen
- 1993–1996 Ausgrabungen der neolithischen Ansiedlung in Limenaria